# Raimon de Cornet
Raimon de Cornet auch Ramon de Cornet (* um 1300 in Saint-Antonin, Rouergue; † nach 1340 in Kloster Pontaut, Gascogne) war ein mittelalterlicher okzitanischer Dichter und Troubadour des 14. Jahrhunderts. Er war 1323 einer der Gründer und wichtigsten Dichter der Blumenspiele von Toulouse und Mitglied der Gai Saber Gesellschaft. De Cornet wird oft als der „letzte Troubadour“ bezeichnet.
Raimon de Cornet wurde um 1300 als Sohn des okzitanischen Dichters Raimon de Cornet Père in dem kleinen Ort Saint-Antonin in der Rouergue im Norden des heutigen Departements Tarn-et-Garonne geboren. Er absolvierte seine Studien an der Universität Toulouse. 1324 wurde er zum Priester geweiht und  wurde Mitglied des Franziskanerordens. Ab etwa 1327 lebte er in dem Laienorden der Beguinen. Später trat er zu den Zisterziensern über.  Als Mitglied der Beginen-Bewegung war er um 1326 der Gefahr ausgesetzt, als Ketzer in Avignon verbrannt zu werden. Sein poetisches Werk zeigt eine exzellente Beherrschung der Verstechnik. Er veröffentlichte 1324 das „Doctrinal de trobar“, ein Handbuch für die Gestaltung von Reimen. Dieses widmete er dem Infanten Pere (1305–1381), dem Sohn von Jakob II. von Aragon. Dieses Werk wurde 1341 von Joan de Castellnou kommentiert.